# コアンダ=1910
コアンダ=1910／Coandă-1910
- 用途：航空機
- 設計者：アンリ・コアンダ
- 製造者： カプロニ社
- 生産数：1機
- 運用状況：開発中止

コアンダ=1910（ルーマニア語：Coandă-1910）はルーマニアの発明家アンリ・コアンダが製作したサーモ・ジェット・エンジンにより飛行する航空機である。実際に製造されたジェット機としては世界初のものであったが、地上テスト中に機体が失われたため飛行することはできなかった。
1910年にカプロニの工場で製作され、10月のパリの第2回国際航空博覧会に展示された。しかし12月16日パリ近郊の飛行場での地上テストでコントロールを失い、滑走路をはずれ炎上した。コアンダは軽いやけどを負ったが脱出した。これ以後開発は放棄された。機体が破損した試験の際に燃焼ガスが胴体に沿って流れることが観察され、この「噴流が凸状の物体の表面に沿って流れる現象」は後にコアンダ効果と名付けられた。
サーモ・ジェット・エンジンはレシプロエンジンでコンプレッサを駆動して圧縮した空気に燃料を供給し、燃焼させて推力をえるというレシプロエンジンとターボジェットエンジンの中間的なメカニズムで、1940年にイタリアでカンピニ・カプロニCC2が実際に飛行した。コアンダ=1910では50馬力のエンジンを使って約2KNの推力を出す計画だった。

## 要目
全幅10.3 m
全長12.5 m
翼面積32.7 m2
自重420 kg
動力4気筒水冷エンジン37 kW (50 hp)@1,000 rpmで圧縮機駆動、推力 約2 kN